# Hans-Ullrich Krause
Hans-Ullrich Krause (geboren 1954 in Leipzig) ist ein deutscher Pädagoge, Hochschullehrer sowie Buch- und Drehbuchautor.

## Leben
Krause studierte Sozialpädagogik, Literatur und psychosoziale Arbeit an der Humboldt-Universität zu Berlin und promovierte an der FU Berlin.
Neben der Tätigkeit als Autor und Herausgeber von Fachpublikationen ist er Autor von Hörbüchern, Romanen und Drehbüchern.
Krause ist Mitglied der Geschäftsführung des Kinderhauses Berlin Mark Brandenburg, Vorstandsvorsitzender der Internationalen Gesellschaft für erzieherische Hilfen sowie Hochschullehrer an der Alice Salomon Hochschule Berlin.
Für das Drehbuch von Der Fall Bruckner, das er mit Cooky Ziesche schrieb, wurde er 2015 mit dem Grimme-Preis ausgezeichnet.
Für das Drehbuch von Kalt wurde er 2023 für den Grimme-Preis nominiert und mit dem Robert-Geisendörfer-Preis 2023 in der Kategorie Fernsehen ausgezeichnet.

## Filmografie
- 2023: Morin (Fernsehfilm)

## Schriften
- Kay Biesel, Felix Brandhorst, Regina Rätz, Hans-Ullrich Krause: Deutschland schützt seine Kinder! Eine Streitschrift zum Kinderschutz. 2019